# 펙톨라이트
펙톨라이트(Pectolite)는 흰색에서 회색을 띠는 NaCa2Si3O8(OH)의 광물로, 나트륨 칼슘 수산화물 이노규산염이다. 삼사정계로 결정화되며 일반적으로 방사상 또는 섬유상 결정 덩어리로 나타난다. 모스 굳기는 4.5에서 5이며, 비중은 2.7에서 2.9이다. 라리마라고 알려진 매우 인기 있는 품종은 옅은 하늘색을 띤다. 알래스카에서 발견되는 이 광물의 흰색 형태는 때때로 '알래스카 옥'으로 판매되기도 한다.

## 산출

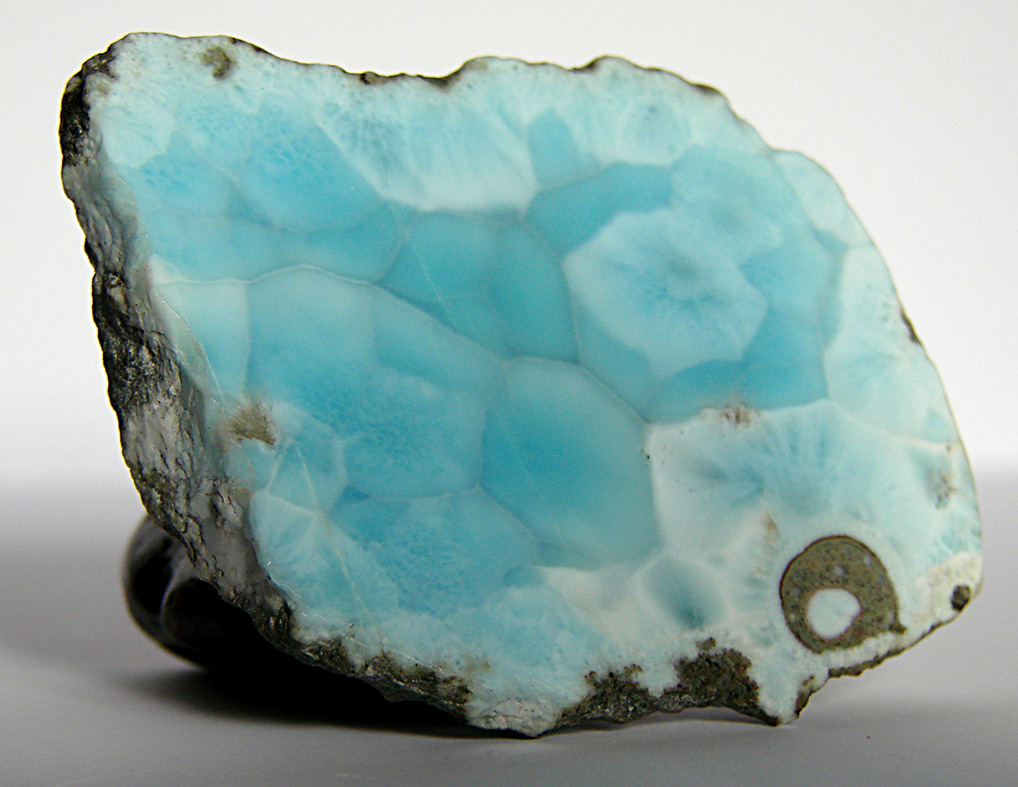
펙톨라이트 변종 라리마

1828년 이탈리아 트렌토 주 발도 산에서 처음 기술되었으며, 그리스어 pektos – "뭉쳐진"과 lithos – "돌"에서 이름을 따왔다.
네펠린 섬장암 내의 일차 광물로, 현무암 및 휘록암의 열수 공동에서, 그리고 제올라이트, 다톨라이트, 프레나이트, 방해석 및 사문석과 연관되어 사문암에서 산출된다. 전 세계적으로 다양한 위치에서 발견된다.

## 같이 보기
- 세란다이트 – 망간 유사체